# Pangomyia pallipes
Pangomyia pallipes är en tvåvingeart som beskrevs av James 1978. Pangomyia pallipes ingår i släktet Pangomyia och familjen vapenflugor. Inga underarter finns listade i Catalogue of Life.